# Oulad Ayad
Oulad Ayad (in berbero: ⵓⵍⴰⴷ ⴰⵢⵢⴰⴷ, Ulad Ayyad) è un comune del Marocco situato nella regione di Béni Mellal-Khénifra.Che ha come capo di comune Elmehdi Boubnad